# Burrillville
Burrillville és una població dels Estats Units a l'estat de Rhode Island. Segons el cens del 2000 tenia 15.796 habitants.

## Demografia
Segons el cens del 2000, Burrillville tenia 15.796 habitants, 5.559 habitatges, i 4.252 famílies. La densitat de població era de 109,8 habitants per km².
Dels 5.559 habitatges en un 36,6% hi vivien nens de menys de 18 anys, en un 62,8% hi vivien parelles casades, en un 9,7% dones solteres, i en un 23,5% no eren unitats familiars. En el 18,8% dels habitatges hi vivien persones soles el 7,6% de les quals corresponia a persones de 65 anys o més que vivien soles. El nombre mitjà de persones vivint en cada habitatge era de 2,75 i el nombre mitjà de persones que vivien en cada família era de 3,15.
Per edats la població es repartia de la següent manera: un 25,6% tenia menys de 18 anys, un 7,7% entre 18 i 24, un 31,7% entre 25 i 44, un 23,6% de 45 a 60 i un 11,4% 65 anys o més.
L'edat mediana era de 38 anys. Per cada 100 dones de 18 o més anys hi havia 92,5 homes.
La renda mediana per habitatge era de 52.587 $ i la renda mediana per família de 58.979 $. Els homes tenien una renda mediana de 39.839 $ mentre que les dones 28.835 $. La renda per capita de la població era de 21.096 $. Aproximadament el 3,7% de les famílies i el 6,1% de la població estaven per davall del llindar de pobresa.